# رابح (اسم)
رابح هو اسم علم مذكر من أصل عربي، ومعناه هو لغانم، الكاسب في تجارته، من الفعل ربح.

## شخصيات تحمل الاسم
- رابح الخرايفي
- رابح بلعمري (كاتب جزائري، 11 أكتوبر 1946[3] – 28 سبتمبر 1995[3])
- رابح بن الزبير (1842 – 22 أبريل 1900)
- رابح بيطاط (رئيس جزائري مؤقت راحل، 19 ديسمبر 1925 – 10 أبريل 2000)
- رابح درياسة (مغني جزائري، 1 يوليو 1934 – )
- رابح سعدان (3 مايو 1946 – )
- رابح صقر (مغني سعودي، 6 نوفمبر 1960 – )
- رابح عصما (مغني جزائري، 30 نوفمبر 1962 – )
- رابح كيروز (مصمم أزياء لبناني، 5 أكتوبر 1973[4] – )
- رابح ماجر (لاعب كرة قدم جزائري، 15 فبراير 1958 – )

## وصلات خارجية
- موسوعة السلطان قابوس لأسماء العرب نسخة محفوظة 5 أبريل 2019 على موقع واي باك مشين.

- معجم المعاني https://www.almaany.com/ar/name/%D8%B1%D8%A7%D8%A8%D8%AD/